# Mauricio Tévez
Mauricio Tévez (Rosario, 31 juli 1996) is een Argentijns voetballer die bij voorkeur als aanvaller speelt. Hij staat onder contract bij CA Newell's Old Boys, waar hij doorstroomde vanuit de eigen jeugdopleiding.

## Clubcarrière
Tévez werd geboren in Rosario. Hij komt uit de jeugdopleiding van CA Newell's Old Boys. Op 10 augustus 2014 maakte hij zijn opwachting in de Argentijnse Primera División tegen Boca Juniors. Hij maakte vlak voor rust het enige doelpunt van de wedstrijd. Op 31 augustus 2014 maakte Tévez opnieuw het enige doelpunt van de wedstrijd tegen Estudiantes.

## Statistieken
| Seizoen | Club                 | Competitie       | Wedstrijden | Doelpunten |
| ------- | -------------------- | ---------------- | ----------- | ---------- |
| 2014    | CA Newell's Old Boys | Primera División | 15          | 2          |
| 2015    | CA Newell's Old Boys | Primera División | 18          | 0          |